# Erich Beckmann (Techniker)

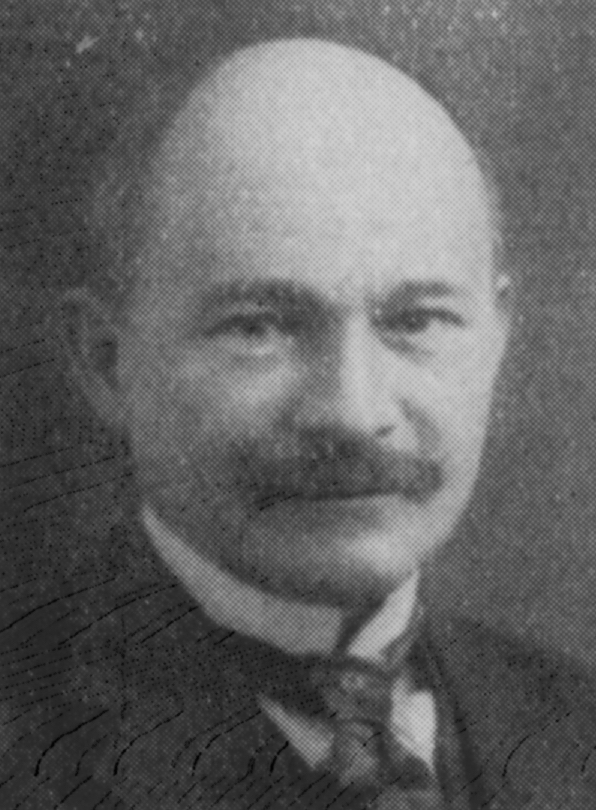
Erich Beckmann

Erich Adolf Georg Louis Beckmann (* 4. Februar 1874 in Hannover; † 2. Januar 1945) war ein deutscher Fernmeldetechniker und Hochschullehrer. 

## Leben
Nach dem Schulbesuch studierte er in Hannover, wurde 1898 Diplom-Ingenieur und im Anschluss Assistent am Elektrotechnischen Institut der Technischen Hochschule Hannover. Im April 1901 wurde er dort Dozent, und am 11. Februar 1902 promovierte er in Hannover zum Dr.-Ing. Das Thema seiner Dissertation lautete Untersuchungen über Wirbelstrombremsen und erschien 1903 in Hannover in Druck. Seine Habilitation erfolgte am 10. Dezember 1907. Nachdem er von 1908 bis 1920 als wissenschaftlicher Mitarbeiter bei der Telephon- und Telegraphen-Werken Mix & Genest Aktiengesellschaft in Berlin tätig gewesen war, erfolgte 1921 seine Berufung zum außerordentlichen und 1937 zum ordentlichen Professor für elektrische Messtechnik und Fernmeldetechnik an der Technischen Hochschule Hannover. 1925 wurde er Vorsteher des Messtechnischen Labors, dem späteren Institut für elektrische Messtechnik und Fernmeldetechnik.
Im Jahre 1939 wurde Erich Beckmann emeritiert.

## Familie
Er war verheiratet und hatte zwei Kinder.